# Yaxha
Yaxha (ou Yaxhá) est un site archéologique maya situé sur les rives du lac Yaxha dans le département du Petén au Guatemala, à une trentaine de kilomètres au sud-est de Tikal. 
Le nom de Yaxha signifie «eau verte» en maya. 
Une des singularités de Yaxha est que son glyphe-emblème se lit « Yaxha » : chose exceptionnelle, son nom moderne est donc le même que celui de l'époque classique.

## Yaxha dans l'histoire moderne

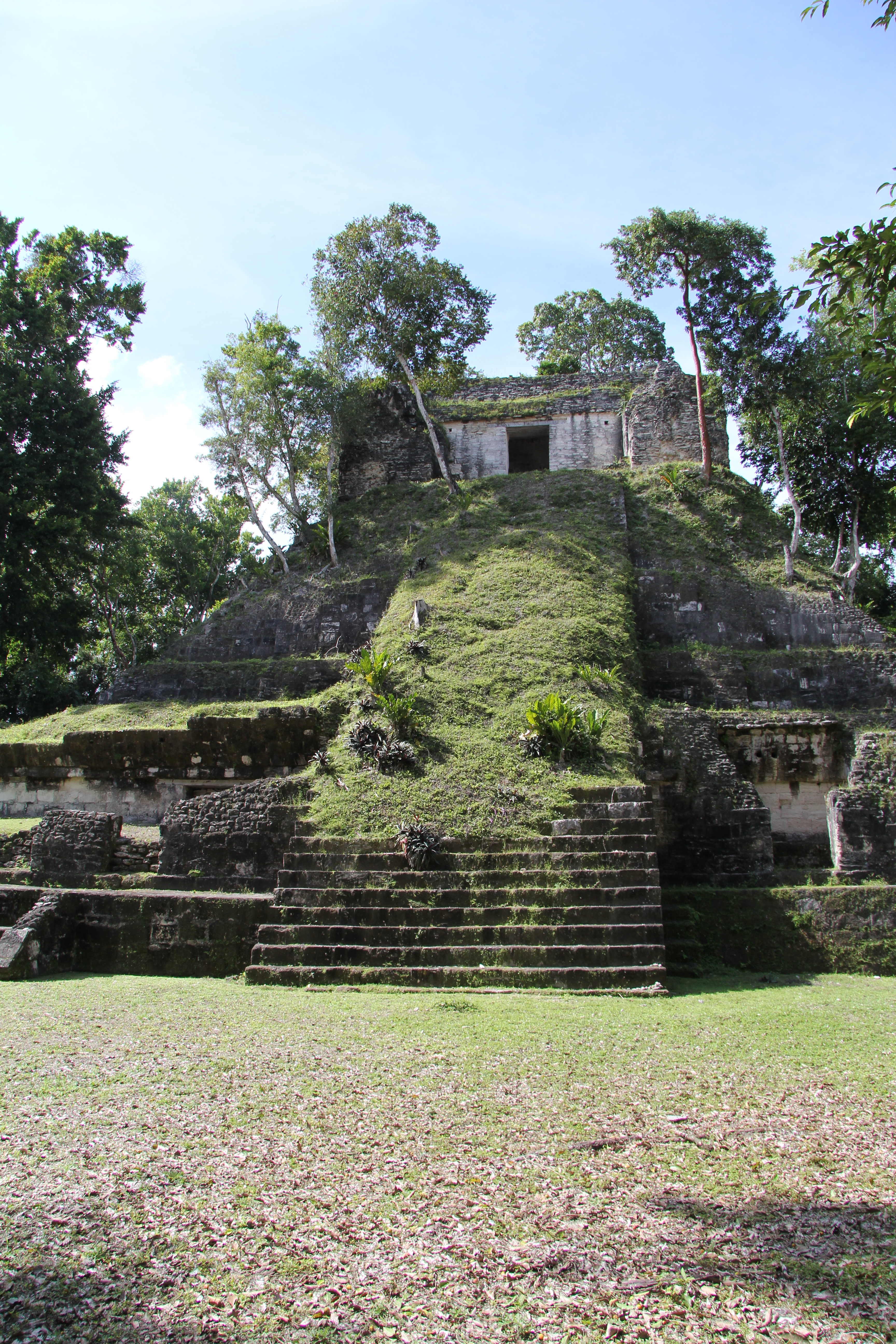
Parc du temple Yaxha Nakum, Naranjo, Guatemala.

C’est le chroniqueur Villagutierre de Sotomayor qui le premier mentionna le lieu dans les sources espagnoles en 1618. En 1904, c'est Teobert Maler, un militaire et architecte allemand qui traça son chemin jusqu'à Yaxhà depuis Tikal, c'est lui qui aurait donné son nom actuel à la 'Lagune de Yaxha' - un lac qui borde directement le site - les lagunes sont nombreuses dans cette région du Petén, et servaient sans aucun doute à approvisionner les mayas en eau douce. En 2002, le site était en restauration partielle : il constitue la pièce maîtresse du projet de «triangulo cultural» (triangle culturel) de Nakum-Naranjo-Yaxha développé par le gouvernement du Guatemala, aidé en cela par l'Allemagne - on parle de "monument national". 

## Histoire
Au Classique récent, l'histoire de Yaxha est étroitement liée à celle de Naranjo. La stèle 23 de cette dernière cité nous apprend qu'en 710, le roi K'ak' Tiliw Chan Chaak a brulé Yaxha, capturé et sacrifié son souverain et ensuite exhumé les restes du roi Yax B'olon Chaak pour les «disperser» sur une île proche du lac Yaxha. On sait également qu’une reine de Yaxha, Dame Coquille-Étoile, aurait épousé un souverain de Naranjo, K'ak' Ukalaw Chan Chaak, connu également sous le sobriquet de «Batab Fumant». De plus, la stèle 8 de Najanro nomme le site de Yaxha. Les lignages dynastiques de Yaxha et Najanro furent donc unis dans l'histoire.

## Le site archéologique

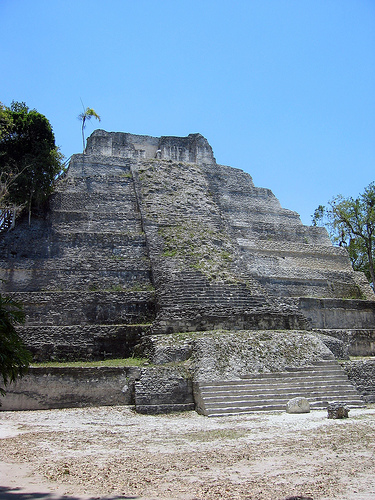
Temple 216

Ce site de grande taille (le troisième du Guatémala après El Mirador et Tikal) compte plus de 500 structures, dont quarante Stèles, treize autels, neuf temples-pyramide, deux terrains de jeu de balle et des Sacbeob qui relient les trois acropoles: centre, nord (appelée aussi Maler) et est. Le sommet du temple 216 offre la meilleure vue sur l'ensemble du site et le lac. 
La visite du site débute par la Place C, où se trouve le seul groupe à pyramides jumelles du monde maya, si l'on excepte Tikal, puis l'Acropole est': ces monuments sont vraiment impressionnants par les terrassements massifs de terre qui les supportent. Les stèles en furent mutilées dès l'époque préhispanique. 
La visite continue le long d'un sentier bien balisé, une sorte d'avenue bordée de petites pyramides parallèles, certaines restaurées, d'autres encore couvertes de leur couverture végétale, dans un souci de préservation de l'environnement forestier.
On arrive enfin, après avoir traversé plusieurs places dans un complexe architectural au 'groupe Maler' du nom de son découvreur. Certaines pyramides y furent élevées sur une plate-forme en restauration actuellement, décorée de motifs géométriques.
Du sommet de la pyramide de 'l'Acropole est', on voit la lagune qui s'étend, avec en son centre une île, laquelle abrite le site post-classique de Topoxté.
À l'occupation classique de Yaxhà, alors délaissée, correspondit donc plus tard un nouveau site - dans une architecture plus marquée par le Mexique central - et construit par des populations qui connaissaient pourtant l'emplacement de Yaxhà.